# Leptotes marina
Espèce

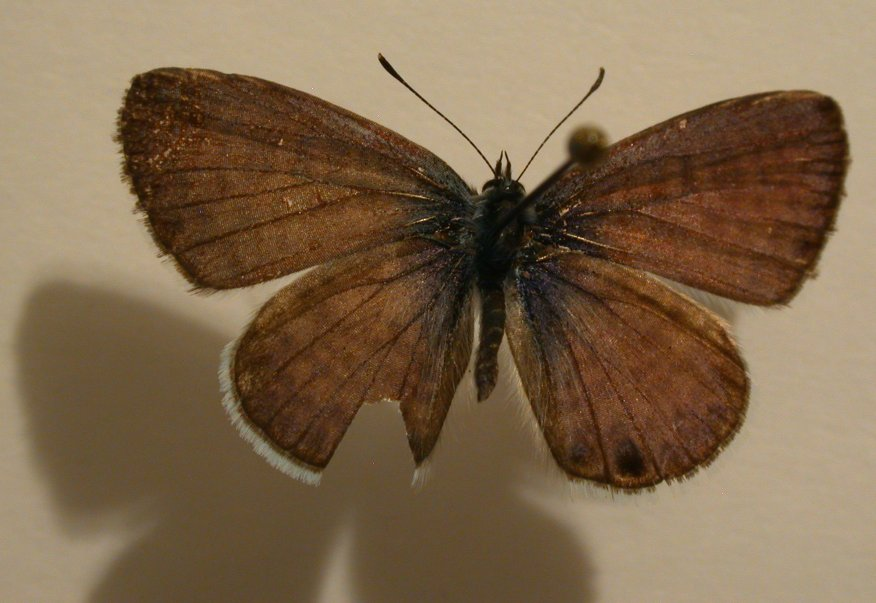
Leptotes marina.

Leptotes marina est une espèce américaine de lépidoptères (papillons) de la famille des Lycaenidae et de la sous-famille des Polyommatinae.

## Dénominations
Leptotes marina a été décrit par Tryon Reakirt en 1868 sous le nom de Lycaena marina.

### Formes
- Leptotes marina f. burdicki Henne, 1935 ; en Californie.
- Leptotes marina f. reakirti Field, 1936 ;  présent en Arizona.

### Noms vernaculaires
Leptotes marina se nomme Marine Blue ou Striped Blue en anglais .

## Description
Leptotes marina est un petit papillon d'une envergure de 22 mm à 29 mm de couleur violine tirant sur le bleu ardoisé chez le mâle, tirant sur le marron chez la femelle, avec deux taches noires proches de l'angle anal de l'aile postérieure.
Le revers est beige foncé zébré de lignes blanches et orné à l'aile postérieure de deux gros ocelles noirs finement cerclés de bleu proches de l'angle anal.

## Biologie

### Période de vol et hivernation
Il vole en plusieurs générations, d'avril à septembre dans le nord, toute l'année plus au sud.
C'est un migrateur qui a même deux fois été retrouvé au Canada.

### Plantes hôtes
Ses plantes hôtes sont de très nombreuses dont des Astragalus, des Phaseolus, des Plumbago, et Amorpha californica, Acacia greggii, Dalea purpurea, Dolichos lablab, Glycyrrhiza lepidota, Lathyrus odoratus, Lysiloma thornberi, Medicago sativa, Prosopis glandulosa, Wisteria sinensis.

## Écologie et distribution
Il est présent en Amérique, comme résident dans le sud de l'Amérique du Nord et toute l'Amérique du Sud. Il est migrateur et colonise temporairement jusqu'au nord du Wisconsin.

### Biotope
Son habitat est varié friches, cultures, jardins d'agrément.

### Protection
Pas de statut de protection particulier.

### Liens taxonomiques
- (en) Tree of Life Web Project : Leptotes marina
- (en) Catalogue of Life : Leptotes marina (Reakirt, 1868) (consulté le 19 décembre 2020)
- (fr + en) ITIS : Leptotes marina  (Reakirt, 1868)
- (en) NCBI : Leptotes marina (taxons inclus)